# I Spit on Your Grave III: Vengeance is Mine
I Spit on Your Grave III: Vengeance is Mine (titulada Escupiré sobre tu tumba 3: la venganza es mía en España, y Dulce venganza 3: la venganza es mía en Hispanoamérica) es una película estadounidense de terror, y violación y venganza. Fue dirigida por R. D. Braunstein y protagonizada por Sarah Butler, Gabriel Hogan, Jennifer Landon, Doug McKeon y Karen Strassman. Es la tercera película de la saga I Spit on Your Grave y una continuación de I Spit on Your Grave basada en la película del mismo nombre de Meir Zarchi de 1978. La película tuvo un estreno limitado en Estados Unidos el 9 de octubre de 2015 y se estrenó oficialmente en DVD el 1 de febrero del mismo año, a su vez fue estrenada en formato Blu-ray en Canadá.

## Reparto
- Sarah Butler como Jennifer Hills/Angela.
- Jennifer Landon como Marla.
- Doug McKeon como Oscar.
- Gabriel Hogan como el detective McDylan.
- Harley Jane Kozak como el terapeuta.
- Michelle Hurd como el detective Boyle.
- Russell Pitts como Matthew.
- Walter Pérez como Chief.
- Karen Strassman como Lynne.

## Argumento
Jennifer Hills, ahora bajo la identidad de Angela Jitrenka sigue atormentada por el ataque sexual que tuvo que soportar años atrás. Ha cambiado de identidad y se ha establecido en Los Ángeles. Angela tiene problemas con su imaginación, no puede evitar tener visualizaciones violentas, por ejemplo, de asesinar a un hombre a la mínima cosa incómoda que le sucede con alguno. Luego de varias sesiones, la psicóloga le recomienda hacer amigos. Es ahí donde se une a un grupo de apoyo para reconstruir su nueva vida. Allí conoce a Marla, una chica en principio rebelde, que había sido violada y torturada por su exnovio. Esta le enseña varias cosas para mejorar su vida, poniendo el acto de venganza como una de las razones principales. Pero Marla es asesinada por su exnovio, y al enterarse de que este queda libre por falta de pruebas, Angela, decide perseguir a los responsables de atroces violaciones de otras personas que integraban su grupo de apoyo, y hará lo que el sistema judicial no hace. Ahora es ella quien lleva a cabo las torturas más horribles que nadie pudiera pensar. 
En primer lugar, seduce al exnovio de Marla, corta su miembro y lo golpea con una barreta. Este hecho hace entrar en duda al detective McDylann. Luego va a buscar al padrastro de Cassie (una niña que formaba parte del grupo de apoyo), lo lleva engañado hasta una dirección y allí lo ata y tortura, golpeándolo e introduciendo un caño grueso en su ano. Otra de las víctimas de Angela, sería el exnovio de la hija de Oscar (la cual se suicidó por las imprudencias de la justicia). Sin embargo, este se da cuenta de que lo venía siguiendo y la golpea, quitándole la ropa con la intención de violarla. En ese momento, aparece el detective McDylann y le dispara. 
Angela es llevada a la delegación de policía, e interrogada por la oficial Boyle, quien descubre su verdadera identidad como Jennifer Hills, al encontrar una medalla con la foto de la hija del policía que la violó en la primera película. Intenta, sin éxito, sacarle la confesión de las muertes recientemente producidas. A la salida de la sala de interrogatorios, Óscar entra con heridas autoinflingidas en las muñecas, diciendo que él ha matado a esas personas, con lo que Sarah deja de ser sospechosa.
Cansada de todos los malos tratos y la impotencia ante la forma de actuar de la policía y la justicia, se trauma a tal punto de querer atacar a cualquier hombre que interactúa con ella, como con un compañero de trabajo que la invitaba a salir. Luego, intenta matar a Jeff, un matón que siempre la acosaba, pero es detenida y arrestada por McDylann. 
En la siguiente escena, Jennifer se encuentra en una sesión con su psicóloga y, vestida de convicta, se descubre que sus sesiones individuales con la psicóloga, en realidad, se producen mientras cumple la condena por intentar matar a Jeff. Al salir del consultorio y quedando en libertad condicional, en teoría rehabilitada de sus fantasías sádicas, tiene un enfrentamiento con otras dos reclusas, a las que termina apuñalando, e incluso, mata a la psicóloga, quedando ella con la cara ensangrentada. Sin embargo, esto solo se trataría de una visión, ya que, cuando sale caminando, su cara esta limpia, como si ese episodio nunca hubiera ocurrido, y dando a entender que, en realidad, su salud mental no ha mejorado.

## Recaudación
La película abrió en Rusia y Ucrania el 1 de octubre de 2015. En Rusia debutó como la décima primera película, con un total de 44,021 US$ para ochenta y una salas. Mientras que en Ucrania obtuvo el quinto lugar en la apertura, con un total de 18,603 US$ en el fin de semana, en cuarenta y ocho salas. Después de tres semanas había recaudado 111,089 US$ y 33,331 US$ en Rusia y Ucrania, respectivamente.